# Сільський герой
«Сільськи́й геро́й» (англ. A Country Hero) — американська короткометражна кінокомедія Роско Арбакла 1917 року з Бастером Кітоном в головній ролі. Вважається, що фільм втрачений.

## Сюжет
Роско володіє кузнею, а Джо — гаражем в місті Jazzville. Вони змагаються за шкільну вчительку Алісу, але об'єднують зусилля проти нового суперника Ала.

## У ролях
- Роско «Товстун» Арбакл — сільський коваль
- Бастер Кітон — артист
- Ел Сент-Джон — міський джентльмен
- Еліс Лейк — шкільна вчителька
- Джо Кітон — власник гаража
- Скотт Пемброук
- Наталі Толмадж